# Elisabeth Ahlgren
Elisabeth Ahlgren   (Linköping, 27 de maig de 1925 - Lund, 27 d'abril de 2010) fou una nedadora sueca, especialista en estil lliure, que va competir durant les dècades de 1940 i 1950.
El 1948 va prendre part en els Jocs Olímpics d'Estiu de Londres, on disputà dues proves del programa de natació. Fou setena en els 100 metres lliures, mentre en els 4×100 metres lliures fou desqualificada en la final. Dos anys més tard va guanyar la medalla de bronze en els 4×100 metres lliures del Campionat d'Europa de natació que es va disputar a Viena. En aquesta prova formà equip amb Marianne Lundqvist, Gisela Tidholm i Ingegard Fredin.